# Comuna Skoveatîn, Borșciv
Skoveatîn (în ucraineană Сков'ятин) este o comună în raionul Borșciv, regiunea Ternopil, Ucraina, formată din satele Șîșkivți și Skoveatîn (reședința).

## Demografie
Componența lingvistică a comunei Skoveatîn
     Ucraineană (99,37%)
     Alte limbi (0,63%)
Conform recensământului din 2001, majoritatea populației comunei Skoveatîn era vorbitoare de ucraineană (99,37%), existând în minoritate și vorbitori de alte limbi.